# Briarcliff (Arkansas)
Briarcliff é uma cidade  localizada no estado americano de Arkansas, no Condado de Baxter.

## Demografia
Segundo o censo americano de 2000, a sua população era de 240 habitantes. 
Em 2006, foi estimada uma população de 258, um aumento de 18 (7.5%).

## Geografia
De acordo com o United States Census Bureau, a localidade tem uma área de 4,7 km², sem área coberta por água.

## Localidades na vizinhança
O diagrama seguinte representa as localidades num raio de 24 km ao redor de Briarcliff. 